# Batalla d'Alèsia
La batalla d'Alèsia, coneguda també com al setge d'Alèsia, va ser un enfrontament militar esdevingut el mes de setembre de l'any 52 aC a la regió de la tribu gal·la dels Mandubis, i que va tenir com a escenari principal la seva capital, la fortalesa d'Alèsia.
Aquesta batalla va enfrontar als exèrcits de la República de Roma dirigits per Juli Cèsar, que comptava amb la cavalleria al comandament de Marc Antoni, i amb legions sota el comandament dels seus llegats, Tit Labiè i Gai Treboni, entre d'altres, contra una confederació de tribus gal sota el lideratge de Vercingetòrix, cap de la tribu dels arverns. Alèsia va ser la batalla clau que va donar la victòria definitiva als romans davant els gals en la llarga Guerra de les Gàl·lies. El setge d'Alèsia és considerat un dels grans èxits militars de Cèsar i fins i tot en l'actualitat és utilitzat com a exemple clàssic de setge.
La batalla és descrita en detall per nombrosos autors contemporanis incloent a Cèsar en els seus Comentaris a la guerra de les Gàl·lies, Llibre VII. Després d'aquesta batalla, el líder rebel va ser capturat i la Gàl·lia va ser definitivament derrotada convertint-se en una província romana. El Senat romà es va negar a atorgar a Cèsar els honors per les seves victòries en les guerres gàl·liques sent aquest un dels factors desencadenants que van conduir a la guerra civil romana dels anys 50-45 aC.

## Preludi
Juli Cèsar portava a la Gàl·lia des de l'any 58 aC. Era habitual que els cònsols, els magistrats de major rang elegits a Roma, al final del seu any consular, fossin elegits pel Senat Romà com governadors d'alguna de les províncies romanes. Cèsar va ser nomenat governador de la Gàl·lia Cisalpina (la regió entre els Alps, els Apenins i el mar Adriàtic), Il·líria (part occidental de la Península Balcànica a la costa oriental del Mar Adriàtic), i, posteriorment i per mort inesperada del seu Governador, se li va afegir la Gàl·lia Transalpina o Gàl·lia Narbonense ("Gàl·lia més enllà dels Alps"); en comptar amb un imperium proconsular, que tenia autoritat absoluta en aquestes províncies.
Una a una, Cèsar va ser derrotant a les tribus gal·les com la dels helvecis, els belgae sobre els nervis, i va aconseguir el jurament d'aliança de moltes altres tribus. L'èxit de la guerra va comportar un augment enorme de riquesa a la República en la forma de botí de guerra i de noves terres sobre les quals imposar impostos. El mateix Cèsar es va fer immensament ric, ja que, com general, es beneficiava dels rèdits obtinguts per la venda de presoners com esclaus. Al seu torn, l'èxit li va portar nous enemics: El Primer Triumvirat, una aliança política informal amb Pompeu i Marc Licini Cras Dives I, va arribar a la seva fi el 54 aC, amb les morts de Júlia, filla de Juli Cèsar i dona de Pompeu, i de Cras a Carras. Sense aquesta connexió politicofamiliar amb Pompeu, homes com Marc Porci Cató el Jove van començar una campanya política contra Cèsar, aixecant les sospites de corrupció i acusant-lo de voler proclamar rei de Roma.
En l'hivern de l'any 54 al 53 aC, la tribu i pacificada dels eburons, dirigida per Ambiòrix, es va revoltar contra la invasió romana i va destruir la Tretzena legió dirigida pels generals Sabío i Luci Aurunculeu Cotta (que no estava emparentat amb la família de la mare de Cèsar, els Aurelis Cotes) en una emboscada planificada acuradament. Aquest va ser un important cop contra l'estratègia de Cèsar en la Gàl·lia, ja que amb això havia perdut una part de les seves tropes i, el que era més important, el prestigi militar que l'acompanyava, al que calia afegir que la situació política a Roma li impedia aconseguir reforços. La revolta dels eburons va ser la primera derrota clara dels romans en la Gàl·lia i va inspirar els sentiments tribalistas per tota la regió. Li va portar gairebé un any sencer, però Cèsar va aconseguir reprendre el control de la Gàl·lia i pacificar a les tribus. Tanmateix, el problema encara no havia acabat. Les tribus gal·les començaven a adonar-se que només podrien aconseguir derrotar a Roma mantenint unides. Es va convocar un concili de dirigents a Bibracte per iniciativa dels hedus, una tribu anteriorment lleial a Cèsar. Només els rems i els lingones van preferir mantenir la seva aliança amb Roma. El concili va declarar a Vercingetòrix, líder dels arverns, comandant dels exèrcits units de la Gàl·lia.

### L'exèrcit gal
L'exèrcit gal comptava amb 80.000 homes al comandament de Vercingetòrix (incloent 15.000 genets, les xifres són de Cèsar), encara que podia mobilitzar 300.000-500.000 guerrers. Segons Juli Cèsar, l'assemblea de caps reunits abans d'Alèsia van demanar els següents contingents a cada tribu:
- Hedus, segusiaves, ambivarets, aulercs brannovices i blannovis: 35.000 guerrers.
- Arverns: 35.000.
- Eleutets, cadurcs, gabals, vel·lavis, sequans, sènons, bitúriges, sàntons, rutens i carnuts: 12.000.
- Bel·lòvacs: van oferir-ne 10.000 (encara que al final només van aportar-ne 2.000).
- Lemovices: 10.000.
- Pictons, incloent turons, parisis i suessions: 32.000.
- Ambians, mediomàtrics, petròcoris, nervis, mòrins i nitiobroges: 35.000.
- Aulercs cenomans: 5.000.
- Atrebats: 4.000.
- Veliocasses, lexovis i aulercs eburovices: 9.000.
- Rauracs i bois: 30.000.
- Armoricans (curiosolites, rèdons, ambibaris, calets, osismes, vènets i unel·les): 6.000.

En total, l'exèrcit gal va reunir, segons Cèsar, uns 8.000 genets, a més d'aproximadament 240.000 infants, en el recompte que es va fer en terres dels hedus.

### La situació de Cèsar

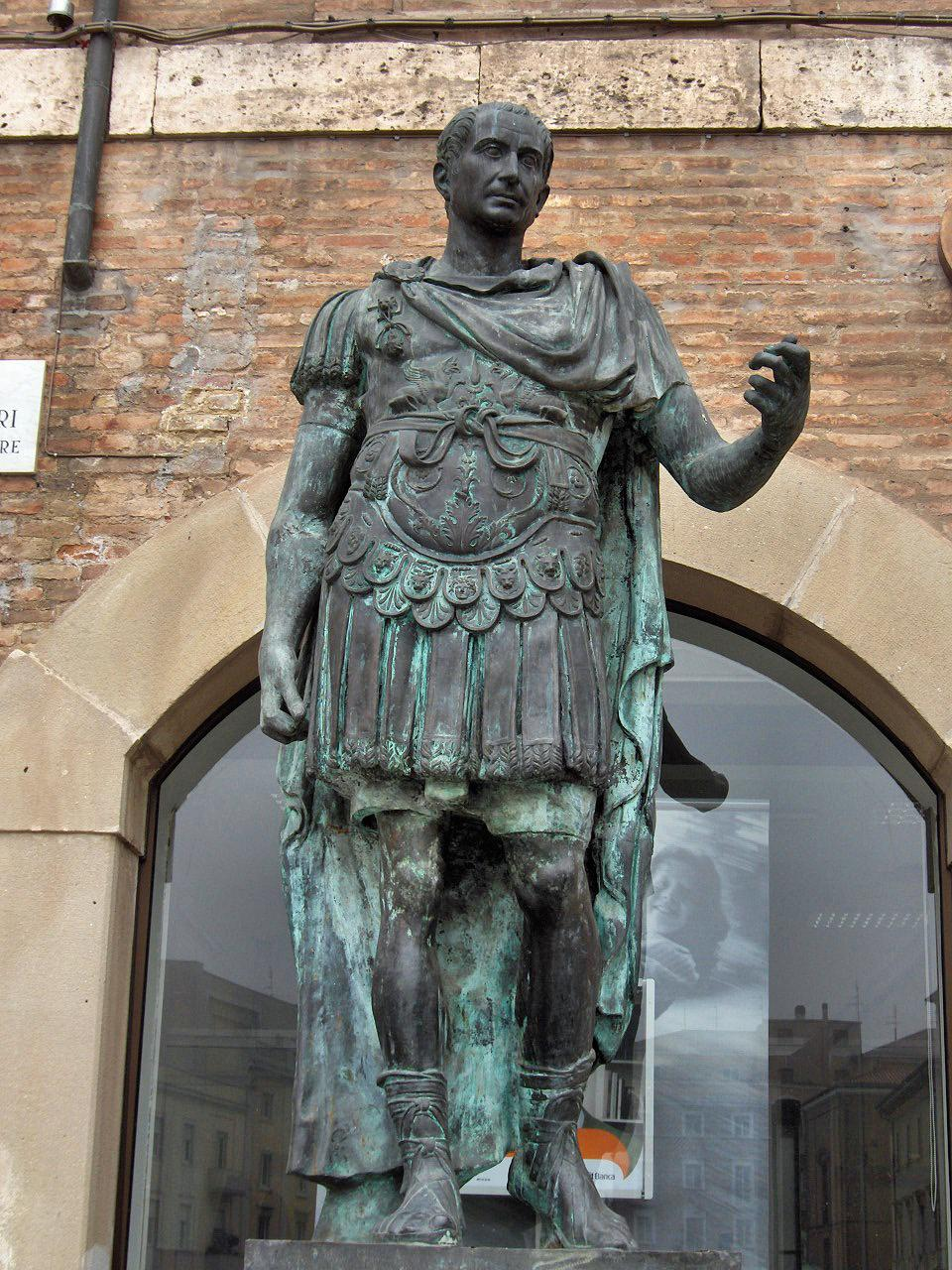
Estàtua de Juli Cèsar a Rímini.

Cèsar es trobava llavors en el campament d'hivern de la Gàl·lia Cisalpina, desconeixent l'aliança que s'havia format en contra. El primer senyal dels problemes que s'acostaven procedir dels carnuts, que van matar tots els colons romans de la ciutat de Cènabum (actual Orleans). A això li va seguir la matança de tots els ciutadans romans, comerciants i colons, a les ciutats gal·les més importants. En conèixer aquestes notícies, Cèsar va desplegar els seus homes, va reclutar 10.000 nous legionaris (2 legions) i va marxar precipitadament creuant els Alps, encara coberts de neu, fins a la Gàl·lia central. Cèsar va aconseguir un temps rècord, i va aconseguir sorprendre a les tribus gal·les. Va dividir les seves forces (estimades entre 45.000 i 70.000 homes), manant quatre legions amb Tit Labiè a lluitar contra els sènons i els parisis al nord. Cèsar en persona es va dirigir en persecució de Vercingetòrix amb sis legions i la seva cavalleria germànica aliada. Els dos exèrcits es van trobar al turó de Gergovia, on Vercingètorix mantenia una posició defensiva molt forta. Cèsar es va veure obligat a retirar-derrotat, després de patir més de 700 baixes. En l'estiu de 52 aC, hi va haver diversos enfrontaments entre les dues cavalleries, amb la victòria de Cèsar. Vercingètorix va decidir que no era el moment per a una batalla a gran escala, i es va reagrupar en la fortalesa d'Alèsia.

## Setge i batalla

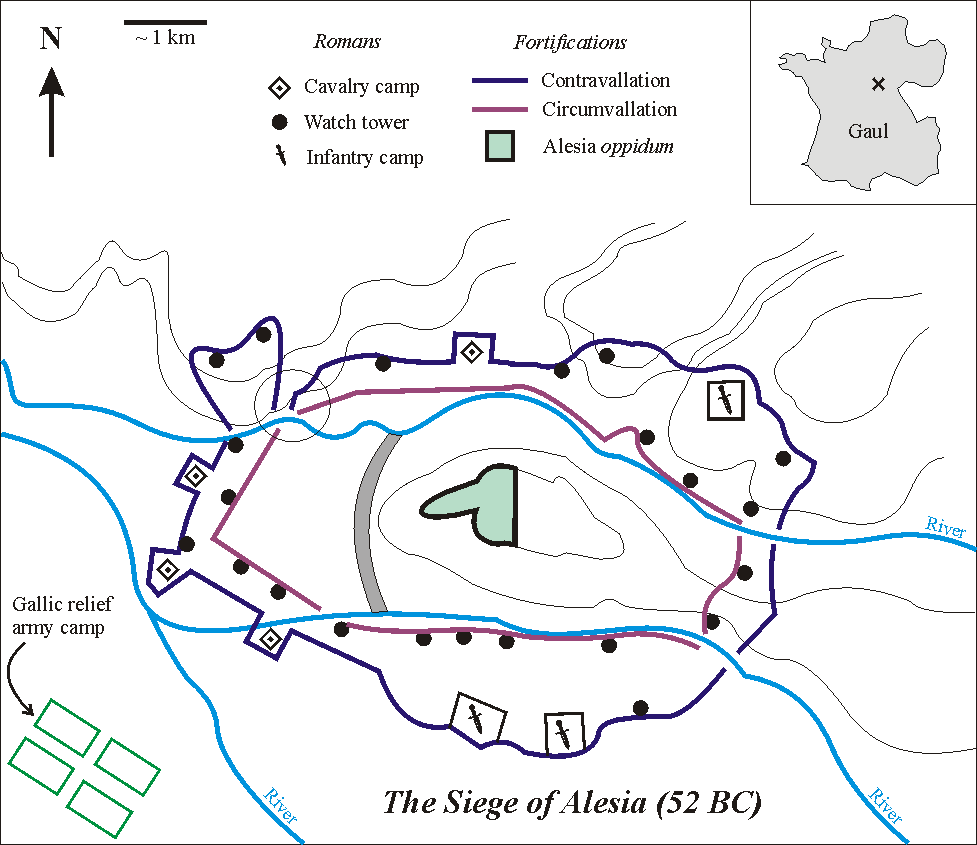
Les fortificacions construïdes per Cèsar a Alèsia d'acord amb la hipòtesi de localització en Alise-Sainte-Reine

Alèsia estava situada al cim d'un turó envoltat per valls i rius i comptava amb importants defenses. Atès que un assalt frontal sobre la fortalesa seria suïcida, Cèsar va considerar millor forçar un setge de la fortalesa per retre els seus enemics per fam. Atès que hi havia prop de 80.000 homes fortificats dins d'Alèsia juntament amb la població civil, la fam i la set forçarien ràpidament la rendició dels gals.
Per garantir un bloqueig perfecte Cèsar va ordenar la construcció d'un perímetre circular de fortificacions. Els detalls dels treballs d'enginyeria es troben en els Comentaris de la Guerra de les Gàl·lies (De bello gallico) de Juli Cèsar i han pogut ser confirmats per les excavacions arqueològiques a la zona. Es van construir murs de 18 km de llarg i 4 metres d'alt amb fortificacions espaiades regularment en un temps rècord de 3 setmanes. Aquesta línia va ser seguida cap a l'interior per dos fossats de quatre metres i mig d'ample i prop de mig metre de profunditat. El més proper a la fortificació es va omplir d'aigua procedent dels rius propers. Així mateix, es van crear conscienciosos camps de trampes i rases davant les estacades amb la finalitat que el seu abast fos encara més difícil, més una sèrie de torres equipades amb artilleria i espaiades regularment al llarg de la fortificació.
La cavalleria de Vercingetòrix sovint contraatacava els treballs romans per evitar veure's completament tancats, atacs que eren contestats per la cavalleria germànica, que va tornar a provar la seva vàlua per mantenir els atacants a ratlla. Després de dues setmanes de treballs, part de la cavalleria gal·la va poder escapar de la ciutat per una de les seccions no acabades. Cèsar, preveient l'arribada de tropes de reforç, va manar construir una segona línia defensiva exterior protegint les seves tropes. El nou perímetre era de 21 km, incloent-hi quatre campaments de cavalleria. Aquesta sèrie de fortificacions els protegiria quan les tropes d'alliberament gal·les arribessin: ara eren assetjadors preparant-se per ser assetjats.
En aquells dies, les condicions de vida a Alèsia anaven empitjorant cada vegada més. Amb els 80.000 soldats i la població local hi havia massa gent dins de la fortalesa i el menjar era massa escàs.
A finals de setembre les tropes gal·les, dirigides per Commi, rei dels atrebats (secundat pels hedus Viridomarus i Eporedorix i l'arvern Vercassivel·laune, cosí de Vercingetòrix), van acudir en reforç dels assetjats a Alèsia, i van atacar les muralles exteriors de Cèsar. Vercingètorix va ordenar un atac simultani des de dins. Tanmateix, cap d'aquests intents va tenir èxit, i a la posta del sol la lluita havia acabat. L'endemà, l'atac gal va ser sota la cobertura de la foscor de la nit i van tenir més èxit que el dia anterior. Cèsar es va veure obligat a abandonar algunes seccions de les seves línies fortificades. Només la ràpida resposta de la cavalleria, dirigida per Marc Antoni i Gai Treboni, va salvar la situació. La muralla interna també va ser atacada, però la presència de trinxeres, els camps plantats de "lliris" i de "ceppos", que els homes de Vercingetòrix havien d'omplir per avançar, els van retardar prou com per evitar la sorpresa. En aquells dies, la situació de l'exèrcit romà també era difícil.

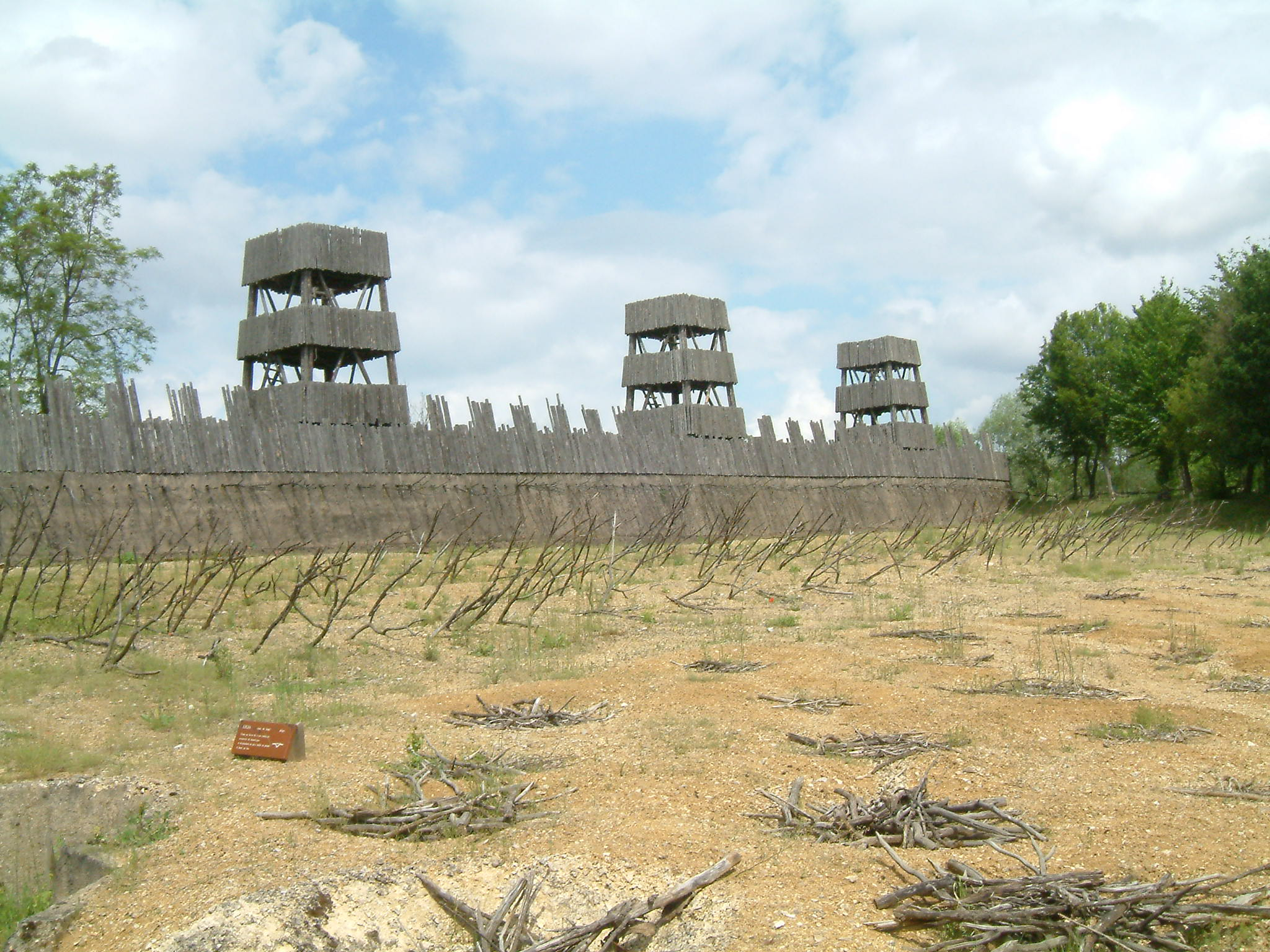
Reconstrucció actual de les fortificacions d'Alèsia.

L'endemà, el 2 d'octubre, Vercassivel·laune va llançar un atac massiu amb 60.000 homes, enfocat al punt feble de les fortificacions romanes, que Cèsar havia tractat d'ocultar fins llavors, però que havia estat descobert pels gals. L'àrea en qüestió era una zona amb obstacles naturals en la qual no es podia construir una muralla contínua, coneguda després pels romans com muntanya Rea, on Cèsar va ubicar a 4.000 dels seus homes. L'atac es va produir combinant les forces de l'exterior amb les de la ciutat: Vercingetòrix va atacar des de l'exterior les fortificacions interiors. Cèsar va confiar en la disciplina i valor dels seus homes, i va ordenar mantenir les línies. Ell personalment va recórrer el perímetre animant els legionaris.
La cavalleria de Labiè va ser enviada a aguantar la defensa de l'àrea on s'havia localitzat la fractura de les fortificacions. Cèsar, amb la pressió incrementant-se cada vegada més, es va veure obligat a contraatacar l'ofensiva interna, i va aconseguir fer retrocedir els homes de Vercingetòrix. Tanmateix, llavors la secció defensada per Labiè es trobava a punt de cedir, i Cèsar va prendre una mesura desesperada: va prendre 13 cohorts de cavalleria (uns 6.000 homes) per atacar l'exèrcit de reserva enemic (uns 60.000) per la rereguarda. L'acció va sorprendre tant els atacants com els defensors.
Veient com el seu general afrontava tan terrible risc, els homes de Labiè van redoblar els seus esforços. A les files gal·les aviat va començar a estendre's el pànic, i van provar de retirar-se. Tanmateix, com solia passar en l'antiguitat, un exèrcit en retirada desorganitzada és una presa fàcil per a la persecució dels vencedors i els gals van ser massacrats. Cèsar va anotar en els seus Comentaris que només el fet que els seus homes estiguessin completament exhausts va salvar els gals de la completa aniquilació.
A Alèsia, Vercingètorix va ser testimoni de la derrota de l'exèrcit exterior. Enfrontat tant a la fam com a la moral, es va veure obligat a rendir-se sense una última batalla. L'endemà, el líder gal va presentar les seves armes a Juli Cèsar, posant fi al setge d'Alèsia i a la conquesta romana de la Gàl·lia.

## Esdeveniments posteriors

Vercingetòrix ret les seves armes als peus de Cèsar, quadre de Lionel Royer, 1899)

La batalla d'Alèsia va demostrar ser el final de la resistència generalitzada i organitzada a la invasió romana per part de la Gàl·lia. A partir de llavors, amb l'excepció del petit aixecament de l'any següent, va passar a ser una província romana i finalment va ser separada en divisions administratives més petites. No hi tornaria a haver cap moviment independentista nou fins al segle III dC (vegeu Imperi de les Gàl·lies). La guarnició d'Alèsia va ser feta presonera juntament amb els supervivents de l'exèrcit d'alliberament. Van ser venuts com a esclaus o donats com a botí de guerra als legionaris de Cèsar, excepte en el cas dels membres de les tribus hèdua i arverna (uns 20.000 guerrers), que van ser alliberats i perdonats com a forma d'assegurar l'aliança entre aquestes importants tribus i Roma.
Per a Cèsar, Alèsia va ser un èxit personal enorme, tant militarment com políticament. El Senat romà, manipulat per Cató i Pompeu, va declarar 20 dies d'acció de gràcies (supplicatio) per aquesta victòria, però va denegar l'honor a Cèsar de celebrar un triomf, el punt culminant de la carrera d'un militar romà. Es va anar incrementant la tensió política fins que dos anys després, en el 50 aC, Cèsar va creuar el Rubicó, precipitant la Guerra civil dels anys 49-45 aC. Després d'haver estat elegit cònsol durant tots i cada un dels anys de la Guerra civil i nomenat en diverses ocasions dictador, finalment va ser nomenat dictator perpetuus o dictador vitalici, l'any 44 aC. El seu poder, cada vegada més gran, va acabar amb la tradició republicana i va portar al final de la República Romana i al començament de l'Imperi Romà.
Els comandants de cavalleria de Cèsar van seguir diferents camins. Tit Labiè es va posar del costat dels optimats (el bàndol republicà) en la Guerra civil, i va morir en la batalla de Munda (45 aC). Gai Treboni va ser nomenat cònsol per Cèsar en l'any 45 aC, i va ser un dels senadors que van prendre part en l'assassinat de Cèsar als Idus de març (15 de març) de 44 aC. Treboni també va ser assassinat un any després.
Antoni va continuar sent un seguidor fidel de Cèsar. Es va convertir en el segon al comandament com Magister Equitum, i es va quedar al càrrec d'Itàlia durant gran part de la Guerra civil. L'any 44 aC va ser elegit col·lega consular de Cèsar. Després del magnicidi, Antoni va perseguir als assassins de Cèsar i va lluitar pel poder suprem amb Octavi, qui més tard es convertiria en Cèsar August. Primer van formar una aliança juntament amb Marc Emili Lèpid al Segon Triumvirat, i al final es van enfrontar i va ser derrotat en la batalla d'Àccium l'any 31 aC. Després de la batalla va fugir a Egipte, juntament amb la seva aliada i amant Cleòpatra, on un any més tard es van suïcidar.
Vercingètorix va ser fet presoner i tractat amb honors de rei durant els següents cinc anys, esperant ser exhibit en el triomf de Cèsar. Al final de la processó, tal com era costum en l'època, va ser condemnat a mort i estrangulat.

## Altres temes sobre la reconstrucció històrica dels fets

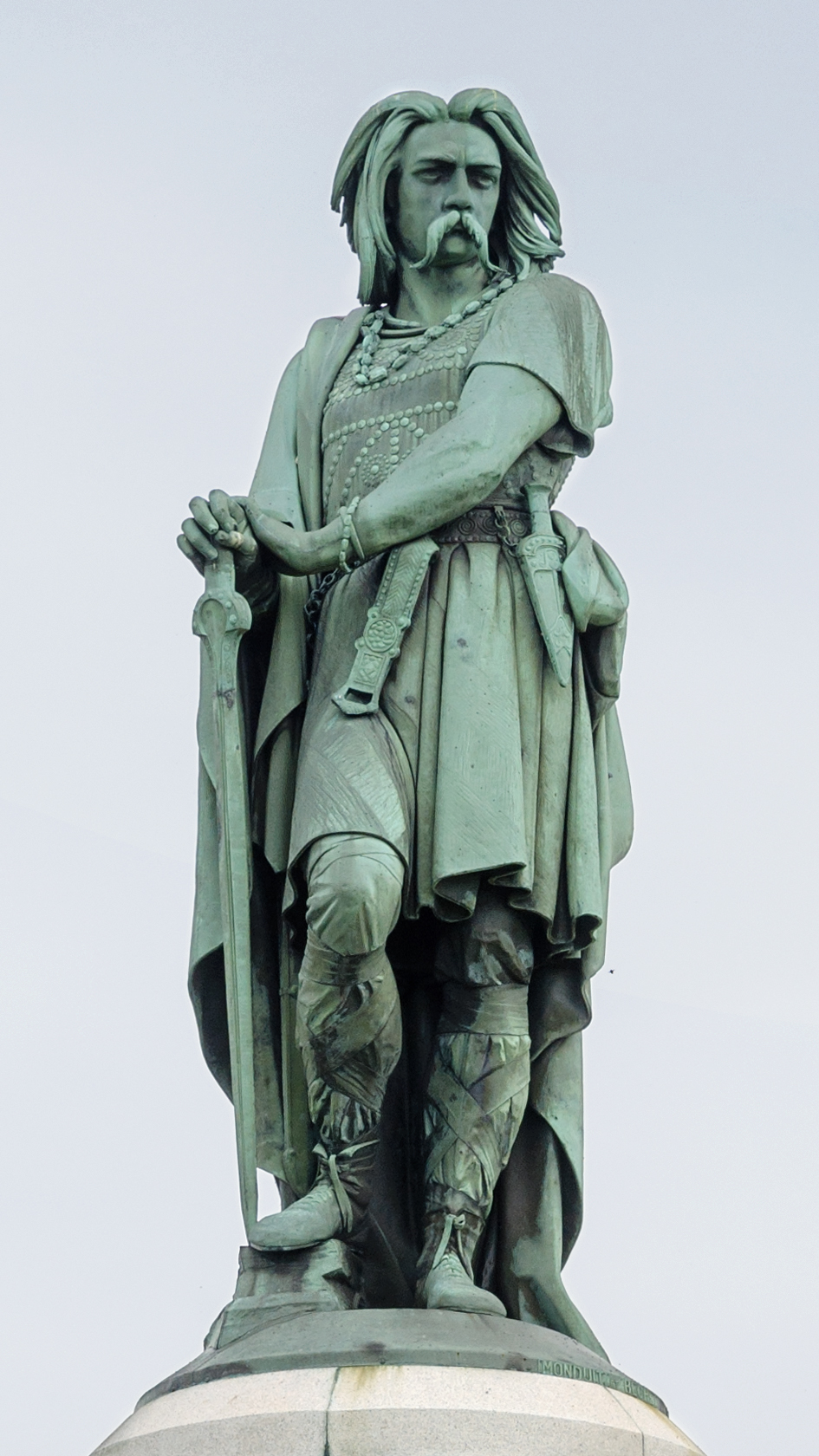
Estàtua en honor de Vercingetòrix. Memorial a Alèsia (Alise-Sainte-Rein).

Durant molts anys es va desconèixer la localització exacta de la batalla. Les diferents teories es van centrar primer en dues ciutats: Alais, al Franc Comtat i Alise-Sainte-Reine a la Costa d'Or. L'emperador Napoleó III de França va donar suport a la segona candidatura i durant la dècada de 1860 patrocinar la recerca arqueològica que revelés proves que recolzessin l'existència de campaments romans a l'àrea. Després va dedicar una estàtua a Vercingetòrix a les ruïnes recentment descobertes. La localització exacta d'Alèsia es va identificar en Alise-Sainte-Reine mitjançant arqueologia aèria el 2004.
Tanmateix, sempre han existit alguns dubtes que posaven en dubte la validesa d'aquesta localització. Per exemple, la topografia de l'àrea es diu que no encaixa amb la descripció feta per Cèsar. El lloc és també massa petit com per acollir fins i tot les xifres revisades de 80.000 homes de la infanteria gal·la, juntament amb la cavalleria i el personal auxiliar.
Una altra teoria dona suport a la localització de la batalla en Chaux-des-Crotenay, a l'entrada de les muntanyes del Jura. Les investigacions preliminars van descobrir un sistema complet de fortificacions romans que encaixaven amb la descripció de Cèsar del setge. Tanmateix, encara és necessària una major investigació per confirmar definitivament la localització d'Alèsia.
En el còmic d'Astèrix L'escut arvern, aquesta incertesa sobre la localització d'Alèsia està caracteritzada en clau d'humor fent referència a l'orgull gal. L'àlbum ens mostra a Astèrix i Obèlix parlant amb altres gals familiars amb la campanya, que ràpidament recorden la victòria de Vercingetòrix a la batalla de Gergòvia, però que rebutgen parlar d'Alèsia, i insisteixen que ningú no sap on és.
Les xifres exactes sobre la mida dels exèrcits que van prendre part en la batalla són molt difícils de saber. Aquestes xifres sempre han estat poderoses armes de propaganda i, per tant, estan sota sospita. Cèsar, en els seus Comentaris, refereix a una força gal·la d'un quart de milió d'homes, probablement exagerada per donar més valor a la seva victòria. Malauradament, atès que els únics relats dels fets són romans, estan presumiblement esbiaixats. Els historiadors moderns opinen que és més creïble una xifra d'entre 80.000 i 100.000 homes. L'únic fet constatat és que cada home en les legions de Cèsar va rebre un gal com esclau, cosa que ens dona uns 40.000 presoners, la majoria de la guarnició d'Alèsia, al qual caldria afegir els 20.000 guerrers hedus i arverns que van sobreviure a la batalla van ser alliberats, per assegurar l'aliança amb aquestes importants tribus gal·les amb Roma. La força gal·la probablement va patir greus pèrdues, com qualsevol altre exèrcit que perd l'ordre de batalla i es retira fugint sota la persecució de la cavalleria.